# Giesebert Riedesel zu Eisenbach
Giesebert Friedrich Carl August Georg Albrecht Riedesel Freiherr zu Eisenbach (* 30. Juli 1813 in Altenburg (Alsfeld); † 13. Februar 1885 in Lauterbach) war ein hessischer Standesherr aus dem Haus Riedesel, Erbmarschall von Hessen und Offizier. Als Standesherr war er Abgeordneter der 1. und 2. Kammer der Landstände des Großherzogtums Hessen sowie des Preußischen Herrenhauses.

## Familie
Er war der Sohn des Kammerherren und Präsidenten der 1. hessischen Kammer Carl Ludwig Johann Hermann Riedesel zu Eisenbach (1782–1842) und dessen Frau Karoline Wilhelmine, geborene  von Steuben. Er heiratete am 1. Mai 1843 in Darmstadt Anna Philippine Leopoldine Maria Klara Luise Freiin von Stosch-Siegroth (1824–1899). Sein älterer Bruder Georg Riedesel zu Eisenbach (1812–1881) war als Standesherr ebenfalls Abgeordneter. Seine Tochter Hermine (1845–1875) heiratete den Entomologen Lucas von Heyden (1838–1915). Sein Sohn Moritz Riedesel zu Eisenbach wurde Landtagsabgeordneter.

## Karriere
Er schlug die Militärlaufbahn in der Großherzoglich Hessischen Armee ein und wurde 1833 Sekondeleutnant im Garderegiment Chevaux-Légers, wo er bis 1859 zum Major und Regimentskommandeur aufstieg. 1864 wurde er zum Oberstleutnant im I. Reiter-Regiment und 1867 zum Oberst dieses Regimentes ernannt. 1870 trat er in den Ruhestand. Ab 1878 war er in Nachfolge seines Bruders Obervorsteher des Stiftes Kaufungen.
In der 15. bis 20. Wahlperiode (1856–1872) war er Abgeordneter der zweiten Kammer der Landstände des Großherzogtums Hessen. In den Landständen vertrat er die Gruppe der Abgeordneten des grundherrlichen Adels. Er vertrat liberal-konservative Positionen. Als Standesherr gehörte er auch der 1. Kammer an. 1883 bis 1885 war er aufgrund eines erblichen Sitzes gemäß königlicher Verordnung auch Mitglied des Preußischen Herrenhauses. 1848 war er Mitglied des Vorparlaments.